# Rose Isle
Rose Isle est une petite île de la Tamise en Angleterre.

## Description
Il s'agit d'une île fluviale, inhabitée et recouverte d'arbres, située à environ un kilomètre à l'ouest-sud-ouest de Littlemore, un quartier d'Oxford.
L'île était autrefois utilisée pour la culture du saule des vanniers.